# حافظه فرهنگی
حافظه فرهنگی (به انگلیسی: Cultural memory) مفهومی است که به‌شدت از انسان‌شناسی اجتماعی اروپا، به‌ویژه آلمانی و فرانسوی، استفاده می‌کند. در دنیای انگلیسی‌زبان به خوبی تثبیت نشده است. این فرض می‌کند که حافظه تنها یک تجربه فردی و خصوصی نیست، بلکه بخشی از حوزه گروهی است که هم آینده و هم درک ما از گذشته را شکل می‌دهد. این موضوع هم در تاریخ‌نگاری (پی‌یر نورا، ریچارد تردیمن) و هم در مطالعات فرهنگی (مانند سوزان استوارت) تبدیل شده است. اینها به ترتیب بر فرایند حافظه فرهنگی (تاریخ‌نگاری) و مفاهیم و موضوعات آن (مطالعات فرهنگی) تأکید دارند.
دو مکتب فکری پدید آمده است: یکی بیان می‌کند که زمان حال درک ما از گذشته را شکل می‌دهد، در حالی که دیگری فرض می‌کند که گذشته بر رفتار حال ما تأثیر می‌گذارد. با این حال، (به‌ویژه توسط گای بینر) اشاره شده است که این دو رویکرد لزوماً متقابل همدیگر نیستند.